# Coproducción

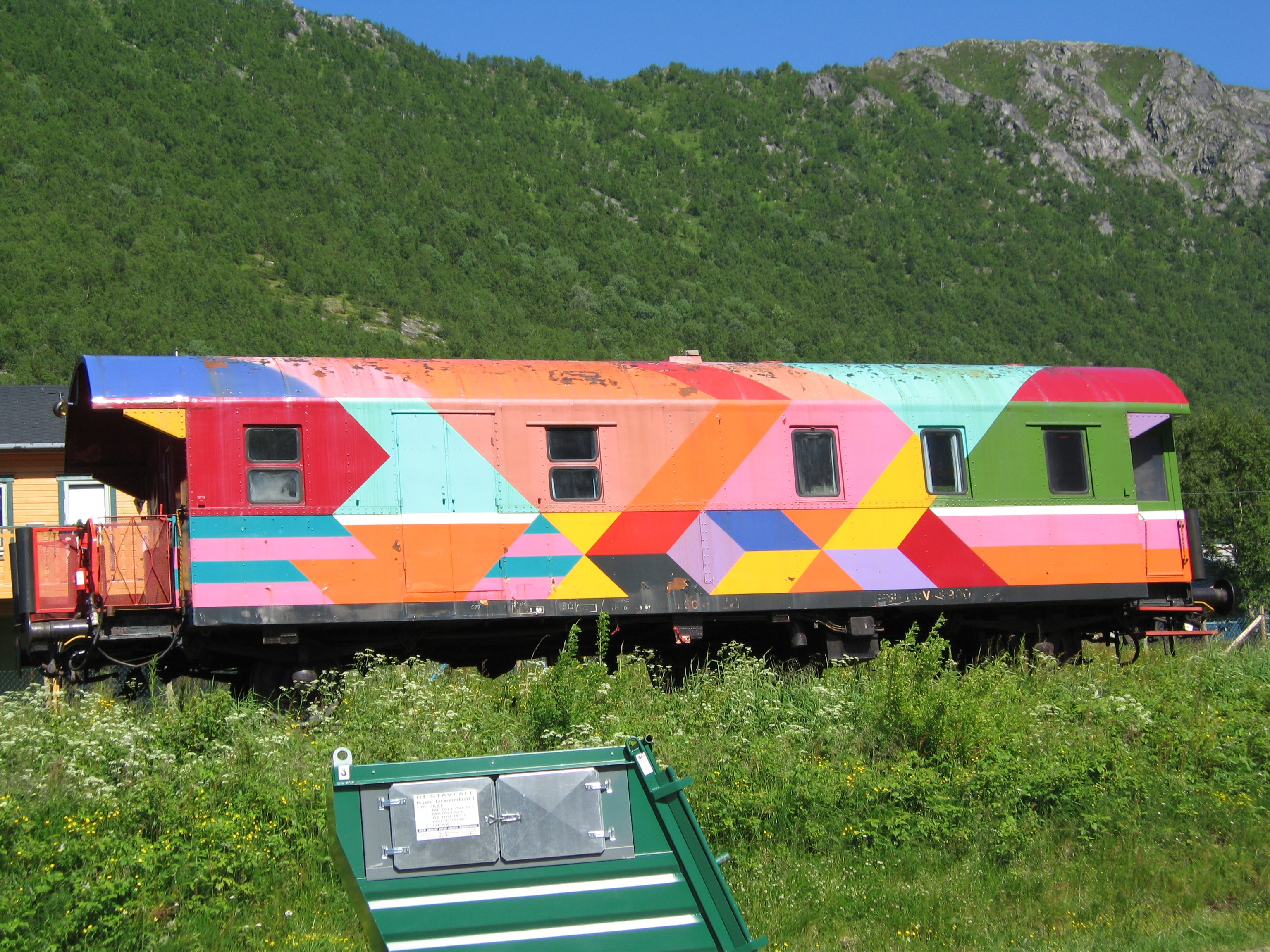
Un vagón colorido en el campo.

Una coproducción es una alianza estratégica entre dos o más productoras diferentes con el fin de producir películas, producir televisión, desarrollar videojuegos, y otros detalles audiovisuales. En el caso de una coproducción internacional, las productoras de diferentes países (normalmente dos o tres) trabajan juntas.
La coproducción también se refiere a la forma en que los usuarios producen los servicios, en parte o en su totalidad, y la distribución en el manejo del mismo.

## Historia y beneficios
El periodista Mark Lawson identificó el primer uso del término, en el contexto de la producción radiofónica, con el programa Children Calling Home, presentado en colaboración entre la CBC de Canadá, NBC de Estados Unidos y la BBC de Reino Unido, emitido simultáneamente en las tres naciones, realizado por primera vez en diciembre de 1940.
Después de la Segunda Guerra Mundial, la aplicación del Plan Marshall cohibió a las compañías cinematográficas estadounidenses de sacar las ganancias de sus películas en forma de divisas fuera de los países europeos. Como resultado, varias compañías cinematográficas abrieron estudios y productoras en países como el Reino Unido e Italia para utilizar sus "fondos congelados".
Para usar estas ganancias en Inglaterra, las compañías cinematográficas establecerían compañías de producción utilizando la cantidad requerida de técnicos y actores británicos para calificarlas de producciones británicas y así poder beneficiarse de la tasa Eady.
Al mismo tiempo, los ciudadanos estadounidenses que trabajasen en el exterior durante 510 días en un periodo de 18 meses no tendrían que pagar impuestos por sus ingresos al Servicio de Impuestos Internos. Aunque este plan se creó para ayudar a los trabajadores humanitarios estadounidenses que reconstruían las naciones destruidas en la Segunda Guerra Mundial, los agentes descubrieron que los actores, directores y guionistas de Hollywood podían acogerse a la exención fiscal trabajando fuera de Estados Unidos durante el mismo periodo.
La coproducción cinematográfica internacional era muy común en los años 50, 60 y 70 entre las productoras italianas, españolas y francesas, como ejemplifica el hecho de que la mayoría de los spaghetti-western y las películas Péplum (espada y sandalia) fueran coproducciones hispano-italianas, normalmente dirigidas por un italiano, interpretadas al cincuenta por ciento por actores españoles e italianos y rodadas en paisajes del sur de España. Debido a la popularidad mundial de las estrellas de Hollywood, servirían para garantizar una audiencia respetable en todo el mundo, además de Estados Unidos. Los costes de producción relativamente bajos y el alto rendimiento en taquilla de estas películas llevaron a menudo a la inversión directa de Hollywood a los estudios y productores no estadounidenses como Dino De Laurentiis. Un ejemplo de estas coproducciones paneuropeas fue La isla del tesoro (1972), una película británico-franco-alemana-italiano-española, protagonizada por el estadounidense Orson Welles.
Para que una película fuera considerada italiana, el largometraje necesitaba un director o camarógrafo italiano, además de al menos dos actores destacados italianos y un laboratorio cinematográfico italiano para procesar la película. El actor y director Mel Welles menciona que en los años sesenta y setenta el gobierno español concedía a los productores fondos en función del presupuesto de la película, mientras que Italia lo hacía en función de los resultados de taquilla de la película, sin embargo, el gobierno podía interferir con la producción, si así lo decidieran.
Las primeras naciones europeas en firmar un acuerdo de coproducción cinematográfica fueron Francia e Italia en 1949. Entre 1949 y 1964 se coprodujeron alrededor de 711 películas aproximadamente entre ambas naciones.
Debido al costo de la realización cinematográfica, muchas películas realizadas fuera de los Estados Unidos son coproducciones internacionales. Por ejemplo, Amélie está ambientada en Francia y está protagonizada por actores franceses, pero muchas escenas se rodaron en un estudio de cine alemán y el trabajo de posproducción estuvo a cargo de una compañía cinematográfica alemana. Las coproducciones internacionales pueden permitir consigo el ingreso a nuevos mercados para películas y programas de televisión y pueden aumentar la producción de producciones de alta calidad mediante el reparto de inversiones de capital.
Las coproducciones oficiales son posibles gracias a acuerdos entre países, con el motivo de alcanzar objetivos económicos, culturales y diplomáticos. Para los cineastas, el principal atractivo de una coproducción por tratado es que califica como una producción nacional en cada uno de los países socios y puede acceder a los beneficios que están disponibles para la industria cinematográfica y televisiva local en cada país. Los beneficios pueden incluir asistencia financiera del gobierno, concesiones fiscales e inclusión en las cuotas de transmisión de televisión nacional. Las coproducciones internacionales también se producen fuera del marco de las coproducciones oficiales, por ejemplo con países que no tienen un acuerdo en vigor o con proyectos que no satisfacen los criterios oficiales de coproducción.
De acuerdo con el director de diálogos, Mickey Knox, recordó que para atraer dólares estadounidenses y libras esterlinas, muchos países detrás de la antigua Cortina de Hierro ofrecieron a los productores tratos lucrativos. A cambio de una parte de los beneficios o de un pago directo, el país anfitrión se hacía cargo de la mayor parte de los gastos locales, y la película solía acreditarse como coproducción.
En muchos casos, las coproducciones son una respuesta a los desafíos de la internacionalización de países con pequeños sectores de producción, ya que buscan mantener una industria de producción viable y producir contenido culturalmente específico para audiencias nacionales. Sin embargo, estos objetivos duales también producen tensiones dentro de los sectores del cine y la televisión nacionales. Aunque un acuerdo de coproducción puede poner a disposición más recursos, una producción internacional corre el riesgo de ser menos relevante para su público objetivo que las producciones puramente locales.

## Clasificaciones de coproducción
Renaud y Litman desarrollaron los términos "estrategia de coproducción" y "coproducción internacional". El primero se basa en la experiencia estadounidense de finales de los 70 y principios de los 80, cuando sus empresas cinematográficas habían reducido al mínimo la aportación extranjera y preferían la producción propia o la coproducción de películas con empresas nacionales. En este caso, el término "coproducción internacional" se utiliza para destacar el hecho de que estas empresas estadounidenses han trabajado con empresas extranjeras como forma de satisfacer necesidades específicas.
Baltruschat introduce los conceptos de coproducciones “oficiales” y “no oficiales” que pueden distinguirse según exista o no un acuerdo intergubernamental formal.

## Costes de la coproducción internacional
El debate sobre las coproducciones internacionales se centra en la posibilidad de que las producciones tengan poca especificidad cultural en cualquiera de sus países de origen. La internacionalización conlleva tensiones en términos de costes, beneficios y oportunidades. Ante tales retos, los productores locales necesitan aprender cómo internacionalizar la producción local de cine y televisión para conservar y, con suerte, aumentar las cuotas de mercado; y cómo desarrollar nuevos modelos de financiación que combinen fuentes tanto locales como extranjeras. Un enfoque ha sido conciliar esta tensión creando "producción local con una orientación internacional explícita". Pero no todos están de acuerdo en que este es el mejor enfoque. Por ejemplo, la idea de que Australia debería producir una programación más "desterritorializada", como la fantasía y la ciencia ficción, ha suscitado inquietud en algunos sectores de la industria.